# Старцевий Аріон Дмитрович
Аріон (Орійон) Дмитрович Старцевий (нар. 15 квітня 1891, Дибинці — пом. 1976) — український гончар; член Спілки радянських художників України з 1962 року. Заслужений майстер народної творчості УРСР.

## Біографія
Народився 15 квітня 1891 року у селі Дибинцях (нині Білоцерківський район Київської області, Україна) у сім'ї спадкових гончарів. Гончарній справі навчався у свого батька Дмитра.
Жив і працював у Дибинцях. Помер у 1976 році.

## Творчість
Працював в галузі народного декоративного мистецтва (художня кераміка). Виготовляв традиційний посуд: полив'яні горщики, глечики, тикви, миски, вази тощо.  В колористиці віддавав перевагу світло-вохристому тлу. Одним із популярних мотивів у його розписах була сорока з гілкою у дзьобі та довгим хвостом. У 1970-х роках займався переважно дрібною пластикою – виготовляв невеликі скульптури птахів і тварин.
Брав участь у всеукраїнських, всесоюзних та зарубіжних виставках декоративного мистецтва з 1960 року. 
Понад 100 робіт митця зберігаються у фондах Національного музею українського народного декоративного мистецтва.